# Riccia pulveracea
Riccia pulveracea là một loài rêu trong họ Ricciaceae. Loài này được Perold mô tả khoa học đầu tiên năm 1990.